# Brachythecium bellii
Brachythecium bellii là một loài Rêu trong họ Brachytheciaceae. Loài này được (Mitt. ex Broth.) Paris mô tả khoa học đầu tiên năm 1900.